# Sant Joan de Viladecans
Sant Joan de Viladecans és una obra del municipi de Viladecans (Baix Llobregat) inclosa en l'Inventari del Patrimoni Arquitectònic de Catalunya.

## Descripció
Es tracta d'un edifici de planta basilical de tres naus i absis quadrat cobert per volta de canó. La façana principal presenta una estructura neoclàssica, amb pòrtic d'arcades de mig punt sobre columnes de fust cilíndric, amb capitells historiats, i precedit d'un tram d'escales. Al damunt s'obre un òcul circular i a dalt hi ha un frontó triangular, amb relleus que representen el baptisme de Crist, coronat per una crreu.
A l'interior, la separació de les naus s'aconsegueix mitjançant arcades de mig punt sobre columnes de fust cilíndric de maó. La nau central és més ampla i alta, s'il·lumina per finestres laterals i es cobreix per un enteixinat de fusta pla amb cassetons ornats. Tot l'interior de l'església és pintat per motius florals i religiosos damunt un fons beig. L'absis, quadrat i cobert amb volta de canó, conserva un entaulament classicitzant.
L'exterior de l'església és ornat amb esgrafiats.
El campanar, de planta quadrada, és situat a la dreta de l'absis.

## Història
L'església parroquial de Sant Joan, que és parròquia independent des del 1746, va ser bastida el segon quart del segle xx, ja que l'edifici anterior, del segle xviii, fou destruït durant la guerra civil de 1936-1939.